# Arces
Arces (manchmal auch Arces-sur-Gironde genannt) ist eine westfranzösische Gemeinde mit 715 Einwohnern (Stand 1. Januar 2022) im Département Charente-Maritime in der Region Nouvelle-Aquitaine.

## Lage
Arces liegt auf dem Nordostufer der Gironde unweit der Stadt Royan und der Gemeinde Vaux-sur-Mer (jeweils ca. 24 Kilometer südöstlich) in der historischen Kulturlandschaft der Saintonge. Der kleine Ort Talmont-sur-Gironde mit seiner Kirche Ste-Radegonde liegt nur fünf Kilometer südwestlich.

## Bevölkerungsentwicklung
| Jahr      | 1962 | 1968 | 1975 | 1982 | 1990 | 1999 | 2006 | 2016 | 2019 |
| Einwohner | 511  | 484  | 423  | 430  | 485  | 560  | 608  | 746  | 760  |

In der ersten Hälfte des 19. Jahrhunderts hatte Arces beständig über 1000 Einwohner. In der zweiten Hälfte des 19. und in der ersten Hälfte des 20. Jahrhunderts führten die Reblauskrise im Weinbau und die Mechanisierung der Landwirtschaft zu einem Bevölkerungsrückgang auf knapp über 400 Einwohner. In den letzten Jahrzehnten ist die Bevölkerung wieder deutlich angewachsen, was im Wesentlichen auf die im Vergleich zur Stadt Royan deutlich niedrigeren Mieten und Grundstückspreise zurückzuführen ist.

## Wirtschaft
Vor Jahrhunderten spielte die Landwirtschaft die dominierende Rolle im Wirtschaftsleben der Gemeinde. Diese gehört zu den Bons Bois des Weinbaugebiets Cognac, doch wegen der Absatzkrise bei teuren Weinbränden wird kaum noch Wein angebaut; die Bauern in der Umgebung sind wieder zur 'normalen' Landwirtschaft zurückgekehrt. Seit den 1960er Jahren spielt der Tourismus eine nicht unbedeutende Rolle im Wirtschaftsleben des Ortes.

## Geschichte
Auf dem Gemeindegebiet wurden jungsteinzeitliche Feuersteinfunde gemacht. In der Antike lag der Ort an der Straße von Saintes (Mediolanum Santonum) und Barzan (Novioregum). Für das 11. Jahrhundert ist eine Martinskirche nachgewiesen, die – zusammen mit dem Ort – von Arnaud de Gammon aus dem Haus Mortagne der von ihm gegründeten Abei von Vaux-su-Mer übereignet wurde. Arces lag überdies an einer über Talmont führenden Nebenstrecke des Jakobsweges. Da der Ort im ausgehenden Mittelalter zu etwa zwei Dritteln auf dem Gebiet der Baronie von Cozes und zu einem Drittel auf dem der Kastellanei von Talmont lag, blieben Gebietsstreitigkeiten nicht aus. Im 16. und 17. Jahrhundert war Arces wie viele Orte in der Charente in die religiös motivierten Auseinandersetzungen zwischen Katholiken und Protestanten verwickelt.

## Sehenswürdigkeiten

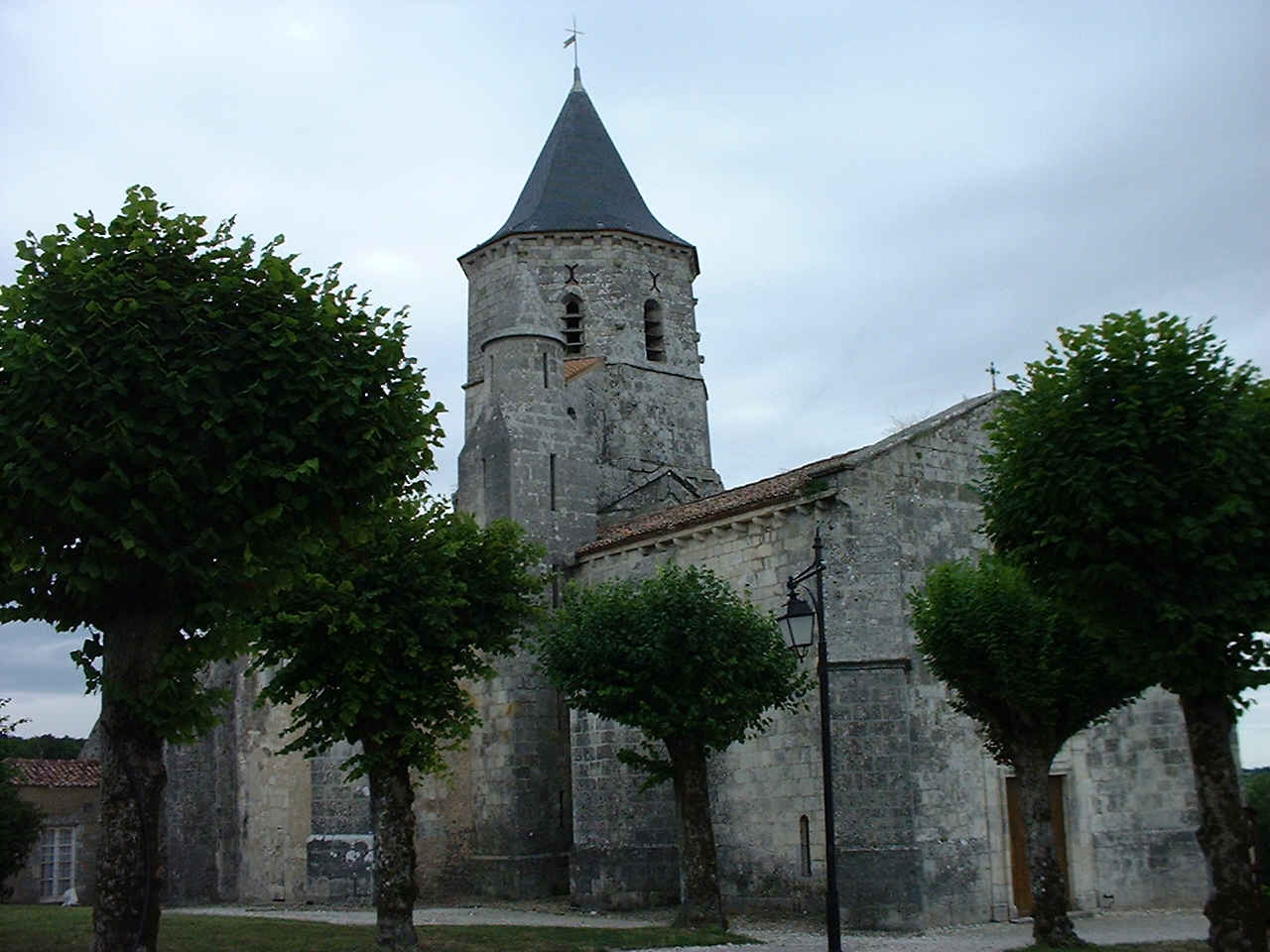
Kirche Saint-Martin

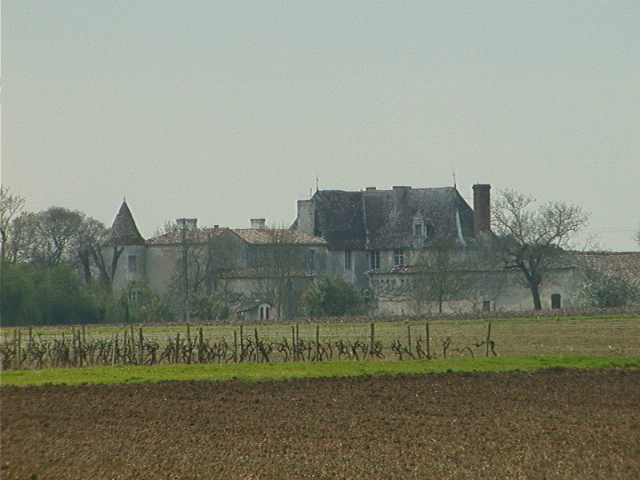
Château de Théon

- Eine katholische Pfarrkirche Saint-Martin wird bereits im 11. Jahrhundert erwähnt, jedoch scheint der heutige Bau im Wesentlichen dem 12. Jahrhundert zu entstammen. Er gehörte lange Zeit zur Abtei Saint-Étienne in Vaux-sur-Mer und bildet mit seinen beiden Querhausarmen den Grundriss eines lateinischen Kreuzes nach. Die Kirche wird dominiert von einem mächtigen, in den beiden Obergeschossen oktogonalen, ansonsten jedoch schmucklosen Vierungsturm, der begleitet wird von einem kleineren quadratischen Treppenturm mit rundem Aufsatz auf der Nordseite. Die Westfassade ist – mit Ausnahme des später erneuerten Portals – vollkommen schmucklos gestaltet; im 15. Jahrhundert wurde sie mit mächtigen Strebepfeilern in den Ecken stabilisiert. Das einschiffige Innere der Kirche ist tonnengewölbt; Vierung, Chor und Apsis haben Rippengewölbe. Im Bereich der Apsis finden sich einige bemerkenswerte romanische Kapitelle, von denen einige farbig gefasst sind. Der Kirchenbau ist seit dem Jahre 1911 als Monument historique[1] anerkannt.
- Nahe der Nordgrenze des Gemeindegebietes liegt das Château de Théon – ein mächtiger Bau mit hohen Dachaufbauten aus dem ausgehenden 15. Jahrhundert. In seinem Innenhof befindet sich einer von nur wenigen gedeckten Brunnen im Gebiet der Charente.

## Persönlichkeiten
- Fernand Casimir (1896–1985), Kolonialbeamter